# James Parkinson
Pour les articles homonymes, voir Parkinson.
James Parkinson, né le 11 avril 1755 à Londres et mort le 21 décembre 1824 dans la même ville, est un médecin, géologue, paléontologue et militant politique britannique. En tant que médecin, il a marqué l'histoire de la neurologie pour avoir décrit avec précision, en 1817, une affection jusqu'alors méconnue dans un essai intitulé An Essay on the Shaking Palsy. Cette maladie que Parkinson appelait paralysis agitans (paralysie agitante) sera plus tard renommée en son honneur, la maladie de Parkinson par le neurologue français Jean-Martin Charcot.

## Sa jeunesse
James Parkinson naît dans le quartier londonien de Hoxton. Il est le fils de John Parkinson, apothicaire et chirurgien exerçant à Hoxton Square. En 1784 James Parkinson s’inscrit comme chirurgien à la Corporation de Londres.
Le 21 mai 1783 il épouse Mary Brun. Six enfants naîtront de leur union. Peu de temps après son mariage, James Parkinson succède à son père et reprend sa clientèle au no 1, Hoxton Square. Il estime que tout bon médecin doit connaître la sténographie, méthode dont il était adepte.

## Débuts politiques
En plus de son activité médicale très prenante, Parkinson manifeste un vif intérêt pour la géologie et la paléontologie, ainsi que pour la politique du moment. Parkinson a été un ardent défenseur des milieux défavorisés et un opposant déclaré au gouvernement de William Pitt le Jeune. Le début de sa carrière a été entaché par son implication dans de nombreuses luttes sociales et révolutionnaires et certains historiens pensent qu'il a probablement été un partisan ardent de la Révolution française. Il a publié près de vingt pamphlets politiques dans la période post-révolutionnaire, au moment où le chaos politique régnait en Grande-Bretagne. Écrivant sous son propre nom et sous son pseudonyme Old Hubert, il réclamait des réformes sociales radicales.
James Parkinson a été désigné par le suffrage universel pour siéger à la Chambre des communes, une des chambres du parlement. Il était membre de plusieurs sociétés secrètes à caractère politique, dont la London Corresponding Society for Reform of Parliamentary Representation (Société Londonienne pour la réforme de la représentation parlementaire). En 1794 son appartenance à cette organisation lui a valu une convocation devant le Privy Council pour être interrogé comme témoin au sujet d'un complot visant à assassiner le roi George III. Il a refusé de témoigner sous serment à propos de sa participation au projet d’attentat, craignant d’être obligé de s'accuser lui-même. Le plan était d'utiliser une flèche empoisonnée tirée par une arme à feu pour mettre fin prématurément au règne du roi. Heureusement pour Parkinson, l'affaire a été vite oubliée et aucune accusation n'a été retenue contre lui.
Il ne publia plus d'écrit politique à compter de 1795.

## Exercice de la médecine

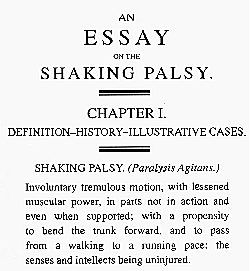
Couverture de Essay on Shaking Palsy la première description de la Maladie de Parkinson.

Parkinson a ensuite mit fin à sa tumultueuse carrière politique et a publié un certain nombre d'ouvrages médicaux entre 1799 et 1807, notamment un traité sur la goutte en 1805. Il est également l’auteur des premières publications sur la Péritonite de la littérature médicale anglaise.
Dans son Essay on Shaking Palsy paru à Londres en 1817, James Parkinson a été le premier à publier une description claire et détaillée de six patients présentant les symptômes de la maladie qui porte maintenant son nom. Fait étonnant, il n'examina réellement qu'un seul de ces patients, recueillant la plupart des informations nécessaires à son étude par la simple observation de malades lors de sa pratique ou de promenades dans la rue. Ce fut le médecin français Jean-Martin Charcot qui proposa pour cette affection le terme  Maladie de Parkinson  plus de 60 ans après.
Parkinson militait également pour l’amélioration de l’état de santé et du bien-être de la population. Il a élaboré plusieurs théories médicales et a mis à promouvoir la santé publique et le bien-être des gens le même zèle qu’il avait manifesté dans son activisme politique. Il menait une croisade pour la protection juridique des malades mentaux, ainsi que celle de leurs médecins et des familles.
En 1812 Parkinson a aidé son fils pour la publication en anglais de la première description d’un cas d’appendicite dans lequel il a été démontré que la cause du décès était la perforation.

## Travaux scientifiques
L’intérêt de Parkinson s’est progressivement détourné de la médecine au profit de la nature, en particulier le domaine relativement nouveau de la géologie et de la paléontologie. Il a commencé à recueillir des spécimens de fossiles et à les dessiner dans la dernière partie du dix-huitième siècle. Il emmenait ses enfants et ses amis en excursion pour récolter et analyser des fossiles de plantes et d'animaux. Ses tentatives pour en savoir plus sur l'identification et l'interprétation des fossiles ont été contrariés par le manque de documentation disponible et il a pris la décision d'améliorer les connaissances en écrivant lui-même une introduction à l'étude des fossiles.
En 1804 il a publié le premier volume de son Organic Remains of the Former World (restes organiques de l'Ancien monde) que Gideon Mantell a salué comme la première tentative pour répertorier scientifiquement les fossiles et les classer par familles. Un deuxième volume a été publié en 1808 et un troisième en 1811. Parkinson a illustré chacun de ces volumes, parfois en couleur. Les planches ont ensuite été réutilisées par Gideon Mantell. En 1822 il a publié un livre plus court : « Elements of Oryctology: an Introduction to the Study of Fossil Organic Remains, especially of those found in British Strata » (Éléments d’Oryctologie: Introduction à l'étude des vestiges organiques fossiles, en particulier de ceux qui ont été trouvés dans les couches géologiques britanniques).
Parkinson a également contribué à plusieurs articles du livre A Journal of Natural Philosophy, Chemistry and the Arts de William Nicholson et au premier, deuxième et cinquième volumes des Geological Society’s Transactions (Actes de la Société Géologique).
Le 13 novembre 1807 Parkinson et un certain nombre d’autres personnalités éminentes se sont réunis à la taverne des francs-maçons de Londres. La réunion rassemblait de grands noms comme sir Humphry Davy, Arthur Aikin et George Bellas Greenough. Ce fut la première réunion de la Geological Society of London.
Parkinson appartenait à une école de pensée, le catastrophisme qui professait avec conviction que la géologie et la biosphère de la Terre avait été façonnée par des cataclysmes récents à grande échelle. Il citait comme exemple le déluge décrit dans la Genèse et il était absolument convaincu que la création et l'extinction des espèces étaient des évènements guidés par la main de Dieu. Sa vision du créationnisme, était que chacun des six jours de la création mentionnés dans la bible correspondait en fait à une période beaucoup plus longue qui avait peut-être duré des dizaines de milliers d'années.

### Publications
- Parkinson, J. 1804. Organic remains of a former world. An examination of the mineralized remains of the vegetables and animals of the Antediluvian World; generally termed extraneous fossils. Volume 1: Containing the vegetable kingdom. London. (lire en ligne).
- Parkinson, J. 1808. Organic remains of a former world. An examination of the mineralized remains of the vegetables and animals of the Antediluvian World; generally termed extraneous fossils. Volume 2: Containing the fossil zoophytes. London. (lire en ligne).
- Parkinson, J. 1811. Organic remains of a former world. An examination of the mineralized remains of the vegetables and animals of the Antediluvian World; generally termed extraneous fossils. Volume 3: Containing of the fossil starfish, echini, shells, insects, amphibia, mammalia, &c. London. (lire en ligne).

## Commémoration
C’est à l'église St Leonard de Shoreditch — qui appartient à une congrégation dont il était membre — qu’une plaque commémorative rappelant la biographie de Parkinson a été placée. On peut également voir sa tombe au cimetière de Saint-Léonard et une plaque bleue a été apposée au no 1 Hoxton Square, à l’emplacement de sa maison.